# Мистик Мег
Маргарет Ан Лейк (на английски: Margaret Anne Lake, по-известна с псевдонима Мистик Мег) е  английска астроложка, която е имала редовна астрологична колона във вестниците „Сън“ и „Нюз ъф дъ Уърлд“. Била е домакин на Колелото на съдбата на Мистик Мег за онлайн бингото Sun Bingo.
Тя привлича голямо обществено внимание, когато е домакин при първото излъчване на тегленето на Британската национална лотария през 1994 г. Нейният образ се появява и в различни книги, плакати и стоки, свързани с астрологията.

## Биография
Родена е на 27 юли 1942 г. в град Акрингтън, Англия. Нейният баща Бил Лейк е бил част на екипажа на Кралските военновъздушни сили, а майка на име Милисънт (по баща Хауърд).[поясни] Тя е от цигански произход. Маргарет израства в Акрингтън, където е научена от баба си на астрология. Майка ѝ се обвързва с друг мъж преди демобилизацията на баща ѝ през 1946 г. и бракът им приключва. След раздялата на родителите си тя никога повече не вижда баща си.
Записва да учи в Лидския университет, след това става заместник-редактор във вестник „Нюз ъф дъ Уърлд“, издигайки се до заместник-редактор на цветното приложение през седмицата в неделя. През 80-те става редовен астролог на вестника.
В последните си години тя живее в лондонския квартал Нотинг Хил със седемте си котки. Умира на 80-годишна възраст от грип, на 9 март 2023 г. в болница „Сейнт Мери“ в квартал „Падингтън“, Лондон.

### Кариера
От 1994 до 2000 г. Мистиг Мег се появява всяка седмица на живо по Британската национална лотария в „Прогнозата на Мистиг Мег“, 45-секунден сегмент за четене, по време на който Мег се опитва да предскаже факти за бъдещия победител. След смъртта ѝ нейният агент твърди, че във Великобритания името ѝ е станало синоним на предсказване на бъдещето.
През април 2015 г. тя става лице на букмейкърската компания „Гала Корал Груп“, голямата национална маркетингова кампания „Гарантирано ви е богатство“. Изображения на Мистик Мег и нейната кристална топка са представени във всичките 1850 магазина на Coral чрез плакати на витрини и Coral TV.
През 2015 г. тя стартира уебсайт, включващ хороскопи, персонализирани четения и гореща телефонна линия, поддържана от екстрасенси. На 2 януари 2015 г. напуска вестник „Сън“.
Мистик Мег е притежавала редица състезателни коне, под името на компанията „Мистик Мег Лимитед“ със седалище в Бедфорд, Англия. Те са с отличителни имена като Астродона, Астроангел и Астронова и др. подобни. Обучавани са от Марк Томпкинс от средата на 90-те години до 2019 г., а след това от Джеймс Юстас. Най-успешният кон, който тя е притежавала, е Астрочарм, който печели „Лили Лангтри Стейкс“ в Гудууд през 2004 г. Тя е отглеждала също и състезателни коне.[поясни]